# أرنولد هاردي
أرنولد هاردي (بالإنجليزية: Arnold Hardy)‏ هو مصور وصحفي أمريكي، ولد في 2 فبراير 1922، وتوفي في 5 ديسمبر 2007.